# Tour de France 2010/12. Etappe
Die 12. Etappe der Tour de France 2010 am 16. Juli führte über 210,5 Kilometer von Bourg-de-Péage nach Mende. Auf dieser bergigen Etappe gab es zwei Sprintwertungen und fünf Bergwertungen, zwei der 2. Kategorie sowie drei der 3. Kategorie. Nach dem Ausschluss von Mark Renshaw und der Aufgabe von Samuel Dumoulin gingen 177 der 198 gemeldeten Teilnehmer an den Start.

## Rennverlauf
Nach knapp sieben Kilometern Fahrt durch die neutrale Zone wurde der reale Start um 12:05 Uhr erreicht. Fabian Wegmann versuchte gleich zu Beginn sich abzusetzen, wurde vom Feld jedoch nicht weggelassen. Das Gleiche passierte Lars Boom nach fünf Kilometern. Durch das hohe Tempo des Feldes scheiterten auch weitere Ausreißversuche. Das Feld zerriss dadurch auch in zwei Teile, in deren zweiten Teil sich unter anderem Lance Armstrong und Andreas Klöden befanden. In der ersten Gruppe befanden sich noch etwa 20 Fahrer, darunter Alberto Contador und Andy Schleck.
Ryder Hesjedal, Pierrick Fédrigo und Rui Costa konnten sich später vom Feld absetzen. Ihnen folgten zwei weitere Fahrer, die aber wieder eingefangen wurden. Im Feld kam es zu einem Sturz, in den unter anderem Geraint Thomas und Jérôme Pineau verwickelt waren. Fédrigo fuhr als Erster über die erste Bergwertung, im Feld holte Rein Taaramäe sich den letzten Punkt. Nach der Bergwertung wurden nach Hesjedal auch die beiden anderen Fahrer wieder eingefangen, als das Team RadioShack die Tempoarbeit machte, während Armstrong und Klöden sich wieder an der Spitze des Feldes befanden. Nach 42 Kilometern bildete sich eine neue Dreiergruppe aus Sylvain Chavanel, Benoît Vaugrenard und Damiano Cunego, die einige Kilometer später bereits wieder gestellt wurde. Sandy Casar konnte sich vor der zweiten Bergwertung auch nicht absetzen. Anschließend löste sich kurz vor der Bergwertung eine 18-köpfige Gruppe vom Feld, Anthony Charteau fuhr dabei als erster über die Kuppe. Durch das hohe Tempo wurden in der ersten Rennstunde über 49 Kilometer zurückgelegt.
Die Ausreißergruppe, in der sich unter anderem auch Alexander Winokurow und Andreas Klöden befanden, konnte sich nun weiter absetzen und konnte einen Vorsprung von über zwei Minuten herausfahren. Bei der ersten Sprintwertung konnte Petacchis Teamkollege Grega Bole sich gegen den ebenfalls in der Gruppe befindlichen Thor Hushovd durchsetzen. Sandy Casar gewann vor Charteau die dritte Bergwertung. Die Teams Saxo Bank und Lampre machten im Feld nun die Arbeit und verringerten den Vorsprung der Ausreißergruppe zeitweise wieder auf unter zwei Minuten. Charteau überfuhr die vierte Bergwertung als Erster und erkämpfte sich so auch das Gepunktete Trikot von Pineau zurück. Er zog auch den Sprint für Hushovd bei der zweiten Sprintwertung an, den dieser somit vor Bole gewinnen konnte. Dadurch erkämpfte Hushovd sich das Grüne Trikot zurück, da es bei dieser Etappe wegen eines steilen Berges vor dem Ziel keine Sprinterankunft geben würde. Wie Christophe Kern ließ sich Hushovd danach wieder ins Feld zurückfallen. An der Spitze erhöhte nun Winokurow das Tempo, es bildete sich eine Dreiergruppe mit Wassil Kiryjenka und Ryder Hesjedal, gefolgt von Andreas Klöden, der sich der Gruppe anschließen konnte. Diese Gruppe konnte ihren Vorsprung vor dem Feld kurzzeitig bis auf etwa vier Minuten ausbauen, danach schrumpfte er wieder, als mehrere Teams das Tempo machten. Währenddessen verließ Tyler Farrar die Rundfahrt. Die nunmehr zwölfköpfige Verfolgergruppe wurde kurze Zeit später gestellt.
Nachdem die Vierergruppe an der Spitze zuerst den Anstieg zur finalen Bergwertung in Mende erreicht hatte, folgte knapp eine Minute später bereits das Feld. Dort versuchte Cunego sich abzusetzen, schaffte es aber nicht. John Gadret war der nächste Angreifer, der aber auch wieder eingeholt wurde. In der Spitzengruppe konnte zunächst Hesjedal und anschließend Klöden nicht mehr folgen. Unterdessen fiel Armstrong aus dem Feld heraus. Winokurow setzte sich an der Spitze von Kiryjenka ab. Im Feld attackierte Joaquim Rodríguez, gefolgt von Jurgen Van Den Broeck. Daraufhin griff Alberto Contador an, dem Andy Schleck nicht mehr folgen konnte. Contador konnte zusammen mit Rodríguez Winokurow überholen, nachdem er schon Klöden und Kiryjenka hinter sich gelassen hatte. Contador überfuhr die Bergwertung als Erster. Sein Begleiter Rodríguez gewann den Schlusssprint und sicherte sich den Tagessieg. Andy Schleck verlor zehn Sekunden auf seinen härtesten Konkurrenten um den Toursieg.

## Sprintwertungen
- 1. Zwischensprint in Mariac (Kilometer 74,5) (530 m)

| Erster  | Grega Bole        | 6 Pkt. |
| Zweiter | Thor Hushovd      | 4 Pkt. |
| Dritter | Kanstanzin Siuzou | 2 Pkt. |
- 2. Zwischensprint in Langogne (Kilometer 158,5) (906 m)

| Erster  | Thor Hushovd     | 6 Pkt. |
| Zweiter | Grega Bole       | 4 Pkt. |
| Dritter | Anthony Charteau | 2 Pkt. |
- Ziel in Mende (Kilometer 210,5) (1050 m)

| Erster   | Joaquim Rodríguez     | 25 Pkt. |
| Zweiter  | Alberto Contador      | 22 Pkt. |
| Dritter  | Alexander Winokurow   | 20 Pkt. |
| Vierter  | Jurgen Van Den Broeck | 18 Pkt. |
| Fünfter  | Andy Schleck          | 16 Pkt. |
| Sechster | Samuel Sánchez        | 15 Pkt. |
| Siebter  | Andreas Klöden        | 14 Pkt. |
| Achter   | Denis Menschow        | 13 Pkt. |
| Neunter  | Robert Gesink         | 12 Pkt. |
| Zehnter  | Roman Kreuziger       | 11 Pkt. |
| 11.      | Levi Leipheimer       | 10 Pkt. |
| 12.      | Rubén Plaza           | 9 Pkt.  |
| 13.      | Damiano Cunego        | 8 Pkt.  |
| 14.      | Bradley Wiggins       | 7 Pkt.  |
| 15.      | Cadel Evans           | 6 Pkt.  |
| 16.      | Ivan Basso            | 5 Pkt.  |
| 17.      | Christopher Horner    | 4 Pkt.  |
| 18.      | Carlos Sastre         | 3 Pkt.  |
| 19.      | Luis León Sánchez Gil | 2 Pkt.  |
| 20.      | Nicolas Roche         | 1 Pkt.  |

## Bergwertungen
- Côte de Saint-Barthélemy-le-Plain, Kategorie 3 (Kilometer 31; 489 m; 10,7 km à 3,1 %)

| Erster  | Pierrick Fédrigo | 4 Pkt. |
| Zweiter | Ryder Hesjedal   | 3 Pkt. |
| Dritter | Rui Costa        | 2 Pkt. |
| Vierter | Rein Taaramäe    | 1 Pkt. |
- Col de Nonières, Kategorie 3 (Kilometer 59; 671 m; 5,7 km à 3,8 %)

| Erster  | Anthony Charteau | 4 Pkt. |
| Zweiter | Christophe Kern  | 3 Pkt. |
| Dritter | Wassil Kiryjenka | 2 Pkt. |
| Vierter | Gorka Verdugo    | 1 Pkt. |
- Suc de Montivernoux, Kategorie 2 (Kilometer 96; 1315 m; 13,7 km à 4,4 %)

| Erster   | Sandy Casar      | 10 Pkt. |
| Zweiter  | Anthony Charteau | 9 Pkt.  |
| Dritter  | Carlos Barredo   | 8 Pkt.  |
| Vierter  | Mario Aerts      | 7 Pkt.  |
| Fünfter  | Mathieu Perget   | 6 Pkt.  |
| Sechster | Rafael Valls     | 5 Pkt.  |
- Côte de la Mouline, Kategorie 3 (Kilometer 133; 1085 m; 3,9 km à 5 %)

| Erster  | Anthony Charteau    | 4 Pkt. |
| Zweiter | Sandy Casar         | 3 Pkt. |
| Dritter | Carlos Barredo      | 2 Pkt. |
| Vierter | Alexander Winokurow | 1 Pkt. |
- Côte de la Croix-Neuve (Montée Laurent Jalabert), Kategorie 2 (Kilometer 208,5; 1047 m; 3,1 km à 10,1 %)

| Erster   | Alberto Contador      | 20 Pkt. |
| Zweiter  | Joaquim Rodríguez     | 18 Pkt. |
| Dritter  | Alexander Winokurow   | 16 Pkt. |
| Vierter  | Andy Schleck          | 14 Pkt. |
| Fünfter  | Jurgen Van Den Broeck | 12 Pkt. |
| Sechster | Samuel Sánchez        | 10 Pkt. |

## Aufgaben
- 053  – Tyler Farrar (Garmin-Transitions): Aufgabe während der Etappe
- 173  – Samuel Dumoulin (Équipe Cofidis): Nicht zur Etappe angetreten